# موتوماهی پرویی
موتوماهی پرویی (نام علمی: Engraulis ringens) نام یک گونه از سرده لاشه‌ماهیان است.